# Émile Mercier (tir à l'arc)
Pour les articles homonymes, voir Mercier et Émile Mercier.
Émile Mercier est un archer français.

## Biographie
Émile Mercier participe à l'épreuve de tir à l'arc au chapelet à 50 mètres lors des Jeux olympiques d'été de 1900 à Paris. Il remporte la médaille de bronze.